# Tritonia tugwelliae
Tritonia tugwelliae är en irisväxtart som beskrevs av Harriet Margaret Louisa Bolus. Tritonia tugwelliae ingår i släktet Tritonia och familjen irisväxter. Inga underarter finns listade i Catalogue of Life.